# Krążkokształtne
Krążkokształtne, ssącogębe (Myzostomida) – enigmatyczna, silnie wyspecjalizowana, monofiletyczna grupa niewielkich, robakowatych zwierząt morskich o niesegmentowanej i silnie zredukowanej celomie, związanych relacjami komensalnymi lub (rzadziej) pasożytniczymi ze szkarłupniami (Echinodermata). Grupa obejmuje 150–170 gatunków o niejasnej pozycji w klasyfikacji organizmów. Tradycyjnie były zaliczane m.in. do wieloszczetów.
Historia symbiozy krążkokształtnych ze szkarłupniami jest znana z zapisów kopalnych. Najstarsze, choć kontrowersyjne jej ślady pochodzą z ordowiku, natomiast niekwestionowanych danych dostarczyły skamieniałości pochodzące z karbonu.

## Budowa ciała
Ciało krążkokształtnych charakteryzuje się unikalną anatomią. Jest tarczowate, spłaszczone grzbieto-brzusznie, miękkie, pokryte częściowo lub całkowicie nabłonkiem rzęskowym, wypełnione tkanką parenchymatyczną, białawe lub szare, bez wyodrębnionej części głowowej. Celoma jest tak silnie zredukowana, że badacze określają te zwierzęta jako acelomatyczne. Kształt ciała jest uzależniony od miejsca bytowania zwierzęcia. Długość mieści się w granicach od 2 mm do około 30 mm, średnica od 0,5 do 3 cm. Szerokość ciała niektórych gatunków jest większa niż jego długość.
Krążkokształtne nie mają układu krwionośnego, brak też układu oddechowego. Metanefrydia w liczbie 1 lub kilku par uchodzą do jelita tylnego.

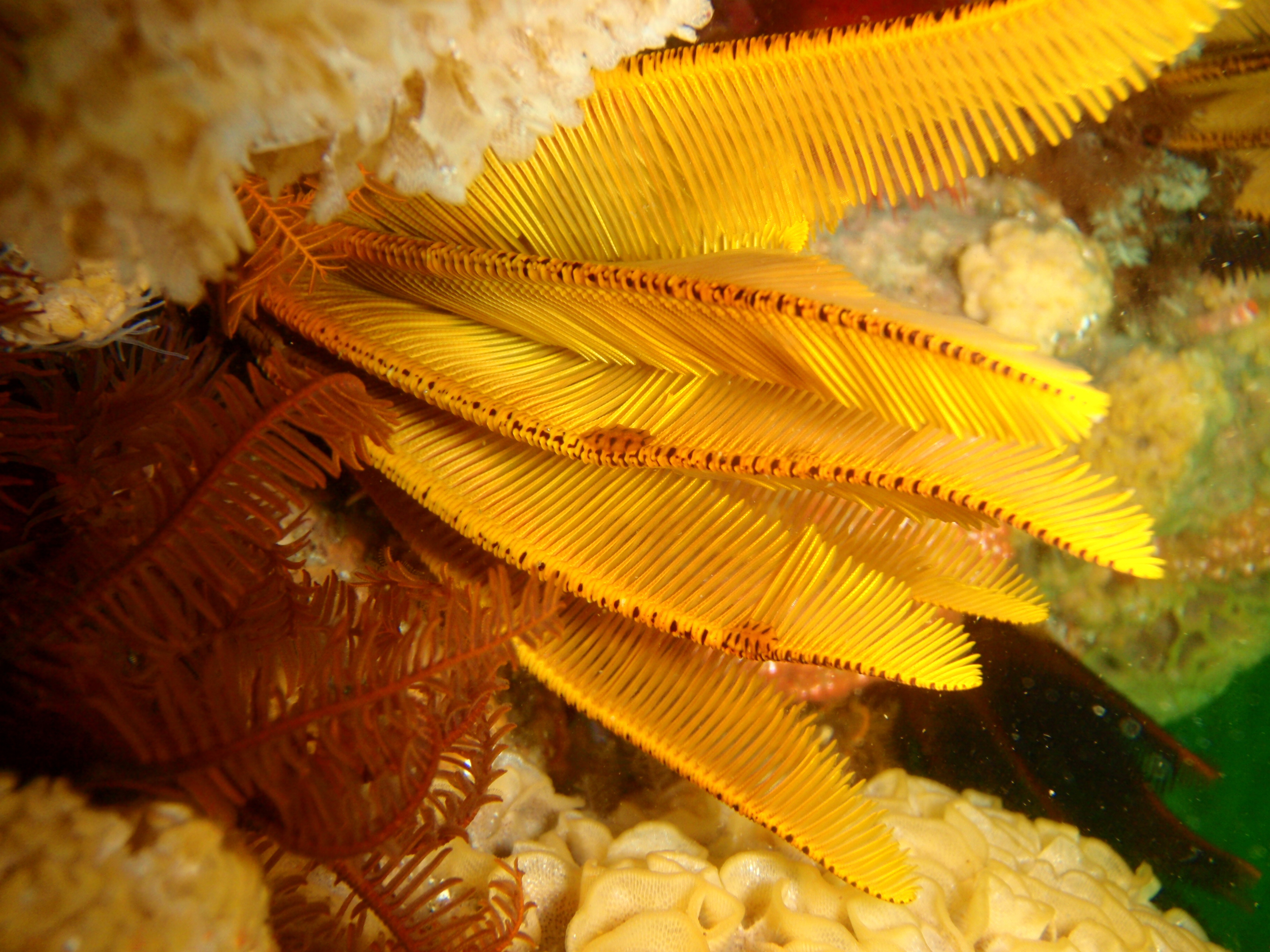
Myzostoma fuscomaculata na liliowcu Tropiometra carinata

## Ekologia i rozwój
Większość gatunków to ektokomensale liliowców. Pozostałe są ekto- lub endopasożytami rozgwiazd, wężowideł i liliowców. Infekują gonady, celomę, powłokę lub układ pokarmowy żywiciela. Komensalne i ektopasożytnicze Myzostomida żywią się drobinami pochwyconymi w bruzdach ambulakralnych szkarłupnia. Endopasożyty zjadają tkanki żywiciela lub zawartość jego przewodu pokarmowego. Zwierzęta te są hermafrodytami. W rozwoju występuje protrochofora i trochofora, która przekształca się w metatrochoforę wychwytywaną przez szkarłupnie wraz z pokarmem.

## Klasyfikacja
Od czasu ich opisania krążkokształtne stanowiły takson problematyczny, wzbudzający wśród badaczy spory o filogenetyczne pokrewieństwa z pozostałymi wielokomórkowcami. Początkowo zaliczone były do przywr (Trematoda), tradycyjnie klasyfikowane w obrębie pierścienic, jako skrajnie zmodyfikowana rodzina (Myzostomidae), rząd lub podgromada wieloszczetów – lub gromada (Myzostomida) pierścienic. Wyróżniano je nawet w randze odrębnego typu zwierząt.
Współczesne badania dają – w zależności od przyjętych metod – różne, a nierzadko sprzeczne wyniki. Według nich krążkokształtne mogą być uwstecznionymi morfologicznie pierścienicami (prawdopodobnie wywodzącymi się od wieloszczetów). Tym tłumaczony jest brak segmentacji ciała zarówno u postaci dorosłych, jak i u larw. Jednak część badań opartych na analizach genetycznych przeczy przynależności Myzostomida do pierścienic.
Niektórzy autorzy – opierając się na cechach morfologicznych – dopatrywali się pokrewieństwa krążkokształtnych do kolcogłowów lub wrotków.
Analiza wyników badań molekularnych, poza potwierdzeniem monofiletyzmu grupy, nie rozwiązuje problemu klasyfikacji systematycznej Myzostomida. Wskazywały one na bliskie pokrewieństwa tej grupy z pierścienicami (Annelida sensu lato) – jako takson siostrzany lub takson w obrębie Annelida – lub płazińcami (Platyhelminthes), lub też z wrotkami i kolcogłowami. Autorzy prac podkreślają, że osiągali różne efekty badań, w zależności od zastosowanych markerów.